# Leidys Brito
Leidys Brito (nacida el 5 de julio de 1984) es una arquera venezolana que compite en tiro con arco. 

## Carrera

### Juegos Olímpicos 2008
En los Juegos Olímpicos de Pekín 2008, Brito terminó su ronda de clasificación con un total de 628 puntos. Esto le dio el puesto número 36 para el grupo de competencia final en el que se enfrentó a Wu Hui-ju en la primera ronda, venciendo a la arquera de China Taipéi 104–98. En la segunda ronda, no pudo vencer a la cuarta cabeza de serie, la georgiana Khatuna Narimanidze, quien ganó el enfrentamiento por 111–98.

### Juegos Olímpicos 2012
En Juegos Olímpicos de Londres 2012, terminó la ronda de clasificación con 634 puntos y empató a Cheng Ming en la primera ronda eliminatoria. Perdió ante Cheng, quien a la postre ganó la presea de plata.